# ميك بلو
ميك بلو (بالإنجليزية: Mick Blue)‏ هو ممثل و مخرج إباحي فلبيني من مواليد ( 9 سبتمبر 1976) ولد بـ مدينة غراتس في النمسا. اسمه الحقيقي مايكل أوميلكو (Michael Omelko) وهو زوج الممثلة إباحية انيكا البرايت (Anikka Albrite) .